# Sjakoo
Sjakoo de Musical is een oorspronkelijke Nederlandse musical, geschreven en geregisseerd door Dick van den Heuvel, en gecomponeerd door Fons Merkies. Hoofdfiguur is de jonge bandiet Sjakoo die als een soort Robin Hood het Amsterdam van eind 17e eeuw onveilig maakt. Als de schout van Amsterdam (Frans Banning Cocq) een onschuldig zigeunermeisje te grazen wil nemen, grijpt Sjakoo in. Samen met zijn maatje Vrotte weet hij haar uit de handen van de autoriteiten te houden, die vanwege de ineenstorting van de economie jacht maken op alles dat van buiten de stadspoorten komt. De kwade genius Willem van Ruytenburgh begint een hetze tegen vreemdelingen en buitenlanders, maar delft zelf het onderspit. En Sjakoo trouwt... met de dochter van Banning Cocq. 
De voorstelling ging op 3 mei 2009 in première als locatieproject op het IJ (naast het Nemo). Het decor was gebouwd op drijvende pontons en daar bevond zich ook de tribune op. De voorstelling was te zien tot 26 juni 2009.

## Cast
- De Gaper - Ali Çifteci
- Kees (Cornelia) - Hanneke Last
- Sjakoo - Lieuwe Roonder
- Vrotte - Sofian Abayayha
- Frans Banning Cocq - Simon Zwiers
- Willem van Ruytenburgh - Ara Halici
- Trijn Jans - Daniëlle Veneman
- Bleecke An - Sanne van Dijk
- Esmeralda - Joy Wielkens

## Creatives
- Script en regie - Dick van den Heuvel
- Muziek - Fons Merkies
- Assistent-regie - Benno Hoogveld, Gerda van Roshum
- Kostuums - Regina Rorije
- Decor - Jos Groenier
- Choreografie - Enigma Huijzer
- Uitvoerend Producent - Michiel Morssinkhof
- Producenten - Femme Hammer en Gerard Cornelisse (voor Beeldenstorm)